# Велда-Вілледж-Гіллс (Міссурі)
Велда-Вілледж-Гіллс (англ. Velda Village Hills) — селище (англ. village) в США, в окрузі Сент-Луїс штату Міссурі. Населення — 881 особа (2020).

## Географія
Велда-Вілледж-Гіллс розташована за координатами 38°41′31″ пн. ш. 90°17′15″ зх. д. / 38.69194° пн. ш. 90.28750° зх. д. (38.692007, -90.287543).  За даними Бюро перепису населення США в 2010 році селище мало площу 0,31 км², уся площа — суходіл.

## Демографія
Згідно з переписом 2010 року, у селищі мешкало 1055 осіб у 427 домогосподарствах у складі 295 родин. Густота населення становила 3399 осіб/км².  Було 465 помешкань (1498/км²).
Расовий склад населення:
| - 98,5 % — чорних або афроамериканців - 0,9 % — білих |

До двох чи більше рас належало 0,7 %. Частка іспаномовних становила 0,0 % від усіх жителів.
За віковим діапазоном населення розподілялося таким чином: 21,8 % — особи молодші 18 років, 58,2 % — особи у віці 18—64 років, 20,0 % — особи у віці 65 років та старші. Медіана віку мешканця становила 44,2 року. На 100 осіб жіночої статі у селищі припадало 73,5 чоловіків;  на 100 жінок у віці від 18 років та старших — 75,2 чоловіків також старших 18 років.
Середній дохід на одне домашнє господарство  становив 36 920 доларів США (медіана — 29 135), а середній дохід на одну сім'ю — 41 496 доларів (медіана — 33 125). За межею бідності перебувало 29,7 % осіб, у тому числі 61,2 % дітей у віці до 18 років та 10,6 % осіб у віці 65 років та старших.
Цивільне працевлаштоване населення становило 310 осіб. Основні галузі зайнятості: освіта, охорона здоров'я та соціальна допомога — 26,5 %, мистецтво, розваги та відпочинок — 15,5 %, транспорт — 8,7 %, виробництво — 6,8 %.